# Giải vô địch bóng đá nữ U-20 thế giới 2016
Giải vô địch bóng đá nữ U-20 thế giới 2016 là giải đấu lần thứ 8 của Giải vô địch bóng đá nữ U-20 thế giới, giải vô địch bóng đá trẻ quốc tế hai năm một lần dành cho nữ do các đội tuyển nữ U-20 quốc gia của các liên đoàn thành viên thuộc FIFA tranh tài. Được tổ chức tại Papua New Guinea từ ngày 13 tháng 11 đến ngày 3 tháng 12 năm 2016. Đây là giải đấu bóng đá quốc tế đầu tiên được tổ chức tại nước này, giải đấu bóng đá quốc tế đầu tiên được tổ chức tại Melanesia và là giải đấu bóng đá quốc tế đầu tiên tại châu Đại Dương diễn ra bên ngoài Australasia.
Triều Tiên đã giành chức vô địch lần thứ 2 trong giải đấu này sau khi đánh bại Pháp trong trận chung kết với tỷ số 3–1. Triều Tiên trở thành quốc gia đầu tiên giành chức vô địch U-20 nữ thế giới và U-17 nữ thế giới trong cùng một năm, với đội tuyển nữ U-17 của họ đã giành chức vô địch tại Giải vô địch bóng đá nữ U-17 thế giới 2016 vào đầu năm.

## Các đội vượt qua vòng loại
Việc phân bổ các suất được công bố vào tháng 6 năm 2014.
| Liên đoàn                          | Vòng loại                                                 | Các đội                                 |
| ---------------------------------- | --------------------------------------------------------- | --------------------------------------- |
| AFC (Châu Á)                       | Giải vô địch bóng đá nữ U-19 châu Á 2015                  | Nhật Bản · CHDCND Triều Tiên · Hàn Quốc |
| CAF (Châu Phi)                     | Vòng loại châu Phi 2015                                   | Ghana · Nigeria                         |
| CONCACAF (Bắc, Trung Mỹ và Caribe) | Giải vô địch bóng đá nữ U-20 Bắc, Trung Mỹ và Caribe 2015 | Canada · México · Hoa Kỳ                |
| CONMEBOL (Nam Mỹ)                  | Giải vô địch bóng đá nữ U-20 Nam Mỹ 2015                  | Brasil · Venezuela1                     |
| OFC (Châu Đại Dương)               | Chủ nhà                                                   | Papua New Guinea1                       |
| OFC (Châu Đại Dương)               | Giải vô địch bóng đá nữ U-20 châu Đại Dương 2015          | New Zealand                             |
| UEFA (Châu Âu)                     | Giải vô địch bóng đá nữ U-19 châu Âu 2013                 | Pháp · Đức · Tây Ban Nha · Thụy Điển    |

1.^ Các đội tuyển lần đầu tiên tham dự.

## Địa điểm
Một phái đoàn của FIFA đã đến thăm bốn sân vận động sau đây vào tháng 4 năm 2015: Sân vận động Hubert Murray, Sân vận động Sir John Guise, Lloyd Robson Oval (Sân vận động bóng đá quốc gia) và Khu liên hợp thể thao Bisini, tất cả đều nằm ở Port Moresby. Bốn sân vận động này đã được đệ trình lên FIFA để phê duyệt vào tháng 10 năm 2015. Bốn sân vận động được phê duyệt cuối cùng là:
| Port Moresby                                                                        | Port Moresby                | Port Moresby             | Port Moresby    |
| ----------------------------------------------------------------------------------- | --------------------------- | ------------------------ | --------------- |
| Sân vận động bóng đá quốc gia                                                       | Sân vận động Sir John Guise | Sân vận động bóng đá PNG | Bava Park       |
| Sức chứa: 15.000                                                                    | Sức chứa: 15.000            | Sức chứa: 5.000          | Sức chứa: 5.000 |
| Port Moresby Vị trí các sân vận động của Giải vô địch bóng đá nữ U-20 thế giới 2016 |                             |                          |                 |

## Biểu trưng và khẩu hiệu
Biểu tượng và khẩu hiệu chính thức ("To Inspire, To Excel" (tạm dịch: Để truyền cảm hứng, để xuất sắc)) đã được công bố vào ngày 8 tháng 3 năm 2016.

## Linh vật
Linh vật chính thức của giải đấu là một loài chim thiên đường có biệt danh là "Susa", được ra mắt vào ngày 11 tháng 6 năm 2016.

## Bài hát chủ đề
Bài hát chủ đề chính thức của Giải vô địch bóng đá nữ U-20 thế giới 2016 là Kumul Susa do dAdiigii sáng tác, Mereani và dAdiigii trình bày.

## Đội hình
Mỗi đội phải chỉ định một đội hình gồm 21 cầu thủ (ba trong số đó phải là thủ môn) trước thời hạn của FIFA. Tất cả cầu thủ phải sinh vào hoặc sau ngày 1 tháng 1 năm 1996 và vào hoặc trước ngày 31 tháng 12 năm 2000. Đội hình chính thức được công bố vào ngày 8 tháng 11 năm 2016.

## Trọng tài
Tổng cộng có 16 trọng tài và 27 trợ lý trọng tài được FIFA bổ nhiệm cho giải đấu.
| Liên đoàn | Trọng tài                                                                | Trợ lý trọng tài |
| --------- | ------------------------------------------------------------------------ | --- |
| AFC       | Aye Thein Qin Liang Casey Reibelt                                        | Bao Mengxiao Fang Yan Sarah Ho Kim Kyoung-min |
| CAF       | Thérèse Neguel Fatou Thioune                                             | Mona Mahmoud Tempa Ndah |
| CONCACAF  | Quetzalli Alvarado Marianela Araya Cruz Melissa Borjas Michelle Pye      | Elizabeth Aguilar Emperatriz Ayala Chantal Boudreau Lixy Enríquez Kimberly Moreira Shirley Perello                                                            |
| CONMEBOL  | Yercinia Correa Silvia Reyes                                             | Mónica Amboya Mariana Corbo Yoly García Viviana Segura |
| OFC       | Finau Vulivuli                                                           | Maria Tamalelagi |
| UEFA      | Jana Adámková Riem Hussein Katalin Kulcsár Monika Mularczyk Sara Persson | Biljana Atanasovski Solenne Bartnik Svetlana Bilić Belinda Brem Angela Kyriakou Julia Magnusson Michelle O'Neill Maryna Striletska Elena Țepușă Katalin Török |

## Bốc thăm
Lễ bốc thăm chia bảng được tổ chức vào ngày 17 tháng 3 năm 2016, 18:30 CET (UTC+1), tại trụ sở FIFA ở Zürich, Thụy Sĩ. Các đội được xếp hạt giống dựa trên thành tích của họ tại các mùa giải trước đó và các giải đấu châu lục, với đội chủ nhà Papua New Guinea được xếp hạt giống tự động và được xếp vào vị trí A1. Các đội cùng liên đoàn châu lục không được gặp nhau ở vòng bảng.
| Nhóm 1                                      | Nhóm 2                                           | Nhóm 3                                   | Nhóm 4                                        |
| ------------------------------------------- | ------------------------------------------------ | ---------------------------------------- | --------------------------------------------- |
| - Papua New Guinea - Đức - Hoa Kỳ - Nigeria | - CHDCND Triều Tiên - Nhật Bản - Pháp - Hàn Quốc | - New Zealand - Brasil - México - Canada | - Ghana - Thụy Điển - Tây Ban Nha - Venezuela |

## Vòng bảng
Hai đội đứng đầu mỗi bảng sẽ vào tứ kết. Thứ hạng của các đội trong mỗi bảng được xác định như sau:
1. Điểm đạt được trong tất cả các trận đấu vòng bảng;
2. Hiệu số bàn thắng bại trong tất cả các trận đấu vòng bảng;
3. Số bàn thắng được ghi trong tất cả các trận đấu vòng bảng;

Nếu hai hoặc nhiều đội bằng điểm nhau dựa trên ba tiêu chí trên, thứ hạng của họ sẽ được xác định như sau:
1. Điểm đạt được trong các trận đấu vòng bảng giữa các đội liên quan;
2. Hiệu số bàn thắng bại trong các trận đấu vòng bảng giữa các đội liên quan;
3. Số bàn thắng được ghi trong các trận đấu vòng bảng giữa các đội liên quan;
4. Điểm kỷ luật   - Thẻ vàng đầu tiên: trừ 1 điểm;
  - Thẻ đỏ gián tiếp (thẻ vàng thứ hai): trừ 3 điểm;
  - Thẻ đỏ trực tiếp: trừ 4 điểm;
  - Thẻ vàng và thẻ đỏ trực tiếp: trừ 5 điểm;
5. Quyết định bốc thăm của ban tổ chức.

Tất cả các trận đấu diễn ra theo giờ địa phương (UTC+10).

### Bảng A
| VT | Đội                  | ST | T | H | B | BT | BB | HS  | Đ | Giành quyền tham dự     |
| -- | -------------------- | -- | - | - | - | -- | -- | --- | - | ----------------------- |
| 1  | CHDCND Triều Tiên    | 3  | 3 | 0 | 0 | 13 | 3  | +10 | 9 | Vòng đấu loại trực tiếp |
| 2  | Brasil               | 3  | 1 | 1 | 1 | 12 | 5  | +7  | 4 | Vòng đấu loại trực tiếp |
| 3  | Thụy Điển            | 3  | 1 | 1 | 1 | 7  | 3  | +4  | 4 |                         |
| 4  | Papua New Guinea (H) | 3  | 0 | 0 | 3 | 1  | 22 | −21 | 0 |                         |

| Thụy Điển | 0–2      | CHDCND Triều Tiên                   |
| --------- | -------- | ----------------------------------- |
|           | Chi tiết | Ri Hyang-sim 25' · Kim So-hyang 48' |

| Papua New Guinea | 0–9      | Brasil                                                                                                 |
| ---------------- | -------- | --- |
|                  | Chi tiết | Duda 6' · Gabi Nunes 11', 70' · Brena 17', 24' (ph.đ.) · Yasmim 45+1', 66' · Katrine 45+3' · Geyse 49' |

| CHDCND Triều Tiên                                                                | 4–2      | Brasil                             |
| -------------------------------------------------------------------------------- | -------- | ---------------------------------- |
| U Sol-gyong 20' · Ri Hyang-sim 35' · Carla 40' (l.n.) · Jon So-yon 45+6' (ph.đ.) | Chi tiết | Gabi Nunes 29' · Brena 51' (ph.đ.) |

| Papua New Guinea | 0–6      | Thụy Điển                                                   |
| ---------------- | -------- | ----------------------------------------------------------- |
|                  | Chi tiết | Blackstenius 8', 43', 58', 72' · Kaneryd 75' · Anvegård 82' |

| CHDCND Triều Tiên                                                                                       | 7–1      | Papua New Guinea |
| --- | -------- | ---------------- |
| Ri Un-sim 7' · Kim So-hyang 37', 45+4', 53' · Ju Hyo-sim 45+3' · Wi Jong-sim 65' · Sung Hyang-sim 90+1' | Chi tiết | Ageva 16'        |

| Brasil         | 1–1      | Thụy Điển        |
| -------------- | -------- | ---------------- |
| Gabi Nunes 31' | Chi tiết | Blackstenius 14' |

### Bảng B
| VT | Đội         | ST | T | H | B | BT | BB | HS  | Đ | Giành quyền tham dự     |
| -- | ----------- | -- | - | - | - | -- | -- | --- | - | ----------------------- |
| 1  | Nhật Bản    | 3  | 2 | 0 | 1 | 11 | 1  | +10 | 6 | Vòng đấu loại trực tiếp |
| 2  | Tây Ban Nha | 3  | 2 | 0 | 1 | 7  | 2  | +5  | 6 | Vòng đấu loại trực tiếp |
| 3  | Nigeria     | 3  | 2 | 0 | 1 | 5  | 8  | −3  | 6 |                         |
| 4  | Canada      | 3  | 0 | 0 | 3 | 1  | 13 | −12 | 0 |                         |

| Tây Ban Nha                                                      | 5–0      | Canada |
| ---------------------------------------------------------------- | -------- | ------ |
| Caldentey 2' · L. García 30', 90+5' · Bonmatí 58' · Guijarro 87' | Chi tiết |        |

| Nhật Bản                                  | 6–0      | Nigeria |
| ----------------------------------------- | -------- | ------- |
| Momiki 34', 51', 56' · Ueno 37', 62', 82' | Chi tiết |         |

| Tây Ban Nha           | 1–0      | Nhật Bản |
| --------------------- | -------- | -------- |
| Caldentey 81' (ph.đ.) | Chi tiết |          |

| Nigeria                                         | 3–1      | Canada    |
| ----------------------------------------------- | -------- | --------- |
| Uchendu 45+1' (ph.đ.) · Bokiri 46' · Ihezuo 73' | Chi tiết | Carle 15' |

| Nigeria                    | 2–1      | Tây Ban Nha |
| -------------------------- | -------- | ----------- |
| Onyebuchi 12' · Ihezuo 72' | Chi tiết | Redondo 7'  |

| Canada | 0–5      | Nhật Bản                                                |
| ------ | -------- | ------------------------------------------------------- |
|        | Chi tiết | Hasegawa 26', 51' · Ueno 42' · Hayashi 47' · Sugita 73' |

### Bảng C
| VT | Đội         | ST | T | H | B | BT | BB | HS | Đ | Giành quyền tham dự     |
| -- | ----------- | -- | - | - | - | -- | -- | -- | - | ----------------------- |
| 1  | Hoa Kỳ      | 3  | 1 | 2 | 0 | 4  | 2  | +2 | 5 | Vòng đấu loại trực tiếp |
| 2  | Pháp        | 3  | 1 | 2 | 0 | 4  | 2  | +2 | 5 | Vòng đấu loại trực tiếp |
| 3  | New Zealand | 3  | 1 | 0 | 2 | 2  | 5  | −3 | 3 |                         |
| 4  | Ghana       | 3  | 0 | 2 | 1 | 3  | 4  | −1 | 2 |                         |

1. 1 2  Hoa Kỳ xếp trên Pháp nhờ điểm fair play.

| Pháp | 0–0      | Hoa Kỳ |
| ---- | -------- | ------ |
|      | Chi tiết |        |

| Ghana | 0–1      | New Zealand     |
| ----- | -------- | --------------- |
|       | Chi tiết | Christensen 89' |

| Pháp                        | 2–2      | Ghana                         |
| --------------------------- | -------- | ----------------------------- |
| Cascarino 30' · Mateo 90+5' | Chi tiết | Owusu-Ansah 44' · Ayieyam 65' |

| New Zealand | 1–3      | Hoa Kỳ                          |
| ----------- | -------- | ------------------------------- |
| Coombes 76' | Chi tiết | Sanchez 3' · Pugh 8' · Watt 82' |

| New Zealand | 0–2      | Pháp                  |
| ----------- | -------- | --------------------- |
|             | Chi tiết | Léger 17' · Mateo 47' |

| Hoa Kỳ   | 1–1      | Ghana             |
| -------- | -------- | ----------------- |
| Pugh 22' | Chi tiết | Murphy 20' (l.n.) |

### Bảng D
| VT | Đội       | ST | T | H | B | BT | BB | HS | Đ | Giành quyền tham dự     |
| -- | --------- | -- | - | - | - | -- | -- | -- | - | ----------------------- |
| 1  | Đức       | 3  | 3 | 0 | 0 | 8  | 1  | +7 | 9 | Vòng đấu loại trực tiếp |
| 2  | México    | 3  | 2 | 0 | 1 | 5  | 5  | 0  | 6 | Vòng đấu loại trực tiếp |
| 3  | Hàn Quốc  | 3  | 1 | 0 | 2 | 3  | 4  | −1 | 3 |                         |
| 4  | Venezuela | 3  | 0 | 0 | 3 | 3  | 9  | −6 | 0 |                         |

| Đức                         | 3–1      | Venezuela      |
| --------------------------- | -------- | -------------- |
| Gier 2', 45' · Schüller 51' | Chi tiết | Speckmaier 26' |

| México                      | 2–0      | Hàn Quốc |
| --------------------------- | -------- | -------- |
| Crowther 56' · Palacios 89' | Chi tiết |          |

| Đức                            | 3–0      | México |
| ------------------------------ | -------- | ------ |
| Sanders 48', 85' · Matheis 67' | Chi tiết |        |

| Hàn Quốc                                                      | 3–0      | Venezuela |
| ------------------------------------------------------------- | -------- | --------- |
| Namgung Ye-ji 77' (ph.đ.) · H. Chae-rin 80' · K. Seong-mi 90' | Chi tiết |           |

| Hàn Quốc | 0–2      | Đức                         |
| -------- | -------- | --------------------------- |
|          | Chi tiết | Orschmann 13' · Sanders 25' |

| Venezuela               | 2–3      | México                             |
| ----------------------- | -------- | ---------------------------------- |
| García 55' · Moreno 83' | Chi tiết | Palacios 4', 10' · T. González 53' |

## Vòng đấu loại trực tiếp
Ở vòng loại trực tiếp, nếu một trận đấu có tỷ số hòa khi hết thời gian thi đấu chính thức, sẽ diễn ra hiệp phụ (hai hiệp, mỗi hiệp 15 phút) và sau đó nếu cần, sẽ đá luân lưu để xác định đội chiến thắng, ngoại trừ trận tranh hạng ba không diễn ra hiệp phụ vì trận đấu diễn ra ngay trước trận chung kết.
Vào ngày 18 tháng 3 năm 2016, Ủy ban điều hành FIFA đã nhất trí rằng cuộc thi sẽ là một phần trong thử nghiệm của Ủy ban Bóng đá Quốc tế nhằm cho phép thực hiện quyền thay người thứ tư trong thời gian bù giờ.
|  | Tứ kết                     | Tứ kết              |                            |   | Bán kết       | Bán kết       |  |  | Chung kết | Chung kết |
|  |                            |                     |                            |   |               |               |  |  |           |           |
|  | 24 tháng 11 - (NFS)        |                     |                            |   |               |               |  |  |           |           |
|  |                            |                     |                            |   |               |               |  |  |           |           |
|  | CHDCND Triều Tiên (s.h.p.) | 3                   |                            |   |               |               |  |  |           |           |
|  | CHDCND Triều Tiên (s.h.p.) | 3                   | 29 tháng 11 - (SJG)        |   |               |               |  |  |           |           |
|  | Tây Ban Nha                | 2                   |                            |   |               |               |  |  |           |           |
|  | Tây Ban Nha                | 2                   | CHDCND Triều Tiên (s.h.p.) | 2 |               |               |  |  |           |           |
|  | 25 tháng 11 - (SJG)        |                     | CHDCND Triều Tiên (s.h.p.) | 2 |               |               |  |  |           |           |
|  |                            | Hoa Kỳ              | 1                          |   |               |               |  |  |           |           |
|  | Hoa Kỳ                     | Hoa Kỳ              | 1                          | 2 |               |               |  |  |           |           |
|  | Hoa Kỳ                     |                     | 3 tháng 12 - (NFS)         | 2 |               |               |  |  |           |           |
|  | México                     | 1                   |                            |   |               |               |  |  |           |           |
|  | México                     | 1                   | CHDCND Triều Tiên          | 3 |               |               |  |  |           |           |
|  | 24 tháng 11 - (NFS)        |                     | CHDCND Triều Tiên          | 3 |               |               |  |  |           |           |
|  |                            | Pháp                | 1                          |   |               |               |  |  |           |           |
|  | Nhật Bản                   | Pháp                | 1                          | 3 |               |               |  |  |           |           |
|  | Nhật Bản                   | 29 tháng 11 - (SJG) |                            | 3 |               |               |  |  |           |           |
|  | Brasil                     | 1                   |                            |   |               |               |  |  |           |           |
|  | Brasil                     | 1                   | Nhật Bản                   | 1 |               |               |  |  |           |           |
|  | 25 tháng 11 - (SJG)        |                     | Nhật Bản                   | 1 |               |               |  |  |           |           |
|  |                            | Pháp (s.h.p.)       | 2                          |   | Tranh hạng ba | Tranh hạng ba |  |  |           |           |
|  | Đức                        | Pháp (s.h.p.)       | 2                          | 0 | Tranh hạng ba | Tranh hạng ba |  |  |           |           |
|  | Đức                        |                     | 3 tháng 12 - (NFS)         | 0 |               |               |  |  |           |           |
|  | Pháp                       | 1                   |                            |   |               |               |  |  |           |           |
|  | Pháp                       | 1                   | Hoa Kỳ                     | 0 |               |               |  |  |           |           |
|  |                            |                     |                            |   |               |               |  |  |           |           |
|  | Nhật Bản                   | 1                   |                            |   |               |               |  |  |           |           |
|  | Nhật Bản                   | 1                   |                            |   |               |               |  |  |           |           |

### Tứ kết
| CHDCND Triều Tiên                                       | 3–2 (s.h.p.) | Tây Ban Nha                   |
| ------------------------------------------------------- | ------------ | ----------------------------- |
| Ju Hyo-sim 18' · Ri Hyang-sim 30' · Kim Phyong-hwa 106' | Chi tiết     | N. García 38' · L. García 63' |

| Nhật Bản                          | 3–1      | Brasil                   |
| --------------------------------- | -------- | ------------------------ |
| Moriya 45+2' · Matsubara 50', 68' | Chi tiết | Gabi Nunes 90+1' (ph.đ.) |

| Hoa Kỳ                 | 2–1      | México      |
| ---------------------- | -------- | ----------- |
| Watt 81' · Hedge 90+3' | Chi tiết | Sánchez 66' |

| Đức | 0–1      | Pháp          |
| --- | -------- | ------------- |
|     | Chi tiết | Cascarino 16' |

### Bán kết
| CHDCND Triều Tiên                         | 2–1 (s.h.p.) | Hoa Kỳ     |
| ----------------------------------------- | ------------ | ---------- |
| Jon So-yon 50' (ph.đ.) · Ri Hyang-sim 91' | Chi tiết     | Jacobs 89' |

| Nhật Bản            | 1–2 (s.h.p.) | Pháp                     |
| ------------------- | ------------ | ------------------------ |
| Momiki 109' (ph.đ.) | Chi tiết     | Mateo 99' · Gathrat 101' |

### Tranh hạng ba
| Hoa Kỳ | 0–1      | Nhật Bản |
| ------ | -------- | -------- |
|        | Chi tiết | Ueno 87' |

### Chung kết
| CHDCND Triều Tiên                                             | 3–1      | Pháp       |
| ------------------------------------------------------------- | -------- | ---------- |
| Wi Jong-sim 30' · Kim Phyong-hwa 55' · Jon So-yon 87' (ph.đ.) | Chi tiết | Geyoro 17' |

| Giải vô địch bóng đá U-20 thế giới 2016 |
| --------------------------------------- |
| · CHDCND Triều Tiên · Lần thứ 2         |

## Giải thưởng
Các giải thưởng sau đây đã được trao sau giải đấu:
| Quả bóng vàng        | Quả bóng bạc      | Quả bóng đồng      |
| -------------------- | ----------------- | ------------------ |
| Sugita Hina          | Kim So-hyang      | Delphine Cascarino |
| Chiếc giày vàng      | Chiếc giày bạc    | Chiếc giày đồng    |
| Ueno Mami            | Gabi Nunes        | Stina Blackstenius |
| 5 bàn, 2 kiến tạo    | 5 bàn, 1 kiến tạo | 5 bàn              |
| Găng tay vàng        |                   |                    |
| Mylène Chavas        |                   |                    |
| Giải phong cách FIFA |                   |                    |
| Nhật Bản             |                   |                    |

## Cầu thủ ghi bàn
5 bàn
- Gabi Nunes
- Ueno Mami
- Stina Blackstenius

4 bàn
- Momiki Yuka
- Kim So-hyang
- Ri Hyang-sim

3 bàn
- Brena
- Stefanie Sanders
- Kiana Palacios
- Clara Mateo
- Lucía García
- Jon So-yon

2 bàn
- Yasmim
- Madeline Gier
- Mallory Pugh
- Ally Watt
- Yui Hasegawa
- Shiho Matsubara
- Chinwendu Ihezuo
- Delphine Cascarino
- Maria Caldentey
- Ju Hyo-sim
- Kim Phyong-hwa
- Wi Jong-sim

1 bàn
- Duda
- Geyse
- Katrine
- Saskia Matheis
- Dina Orschmann
- Lea Schüller
- Jane Ayieyam
- Sandra Owusu-Ansah
- Han Chae-rin
- Kim Seong-mi
- Namgung Ye-ji
- Kelcie Hedge
- Natalie Jacobs
- Ashley Sanchez
- Jacqueline Crowther
- Teresa González
- Maria Sánchez
- Tayla Christensen
- Isabella Coombes
- Joy Bokiri
- Ihuoma Onyebuchi
- Chinaza Uchendu
- Honoka Hayashi
- Miyabi Moriya
- Sugita Hina
- Gabrielle Carle
- Nicollete Ageva
- Juliane Gathrat
- Grace Geyoro
- Marie-Charlotte Léger
- Aitana Bonmati
- Nahikari García
- Patricia Guijarro
- Alba Redondo
- Anna Anvegård
- Johanna Rytting Kaneryd
- Ri Un-sim
- Sung Hyang-sim
- U Sol-gyong
- Gabriela García
- Lourdes Moreno
- Mariana Speckmaier

2 bàn phản lưới nhà
- Carla (trong trận gặp Triều Tiên)
- Casey Murphy (trong trận gặp Ghana)